# تشيس كوش
تشيس كوش (بالإنجليزية: Chase Koch)‏ هو مستثمر رأسمالي ‏ وشخصية أعمال أمريكي، ولد في 1977 في ويتشيتا في الولايات المتحدة.